# Nuren
Nuren ist ein osttimoresischer Ort im Suco Leohito (Verwaltungsamt Balibo, Gemeinde Bobonaro). Er liegt im Zentrum der Aldeia Faloai, in einer Meereshöhe von 448 m.
Durch Nuren führt die Hauptstraße, die den Suco durchquert. Nordöstlich befindet sich der Ort Faloai, südwestlich das Dorf Remian. Nördlich steigt das Land zum Nualain (464 m) an. Östlich erhebt sich der Fatulakiki (557 m).